# Lupa Coddington

La secció transversal a través de l'eix òptic mostra els solcs que limiten l'aberració.

Una Lupa Coddington és una lent d'augment que consisteix d'una sola lent molt gruixuda amb un profund solc central com diafragma al seu equador, aquest diafragma limita els raigs propers a l'eix, fet que al seu torn minimitza l'aberració esfèrica. Això permet una ampliació més gran que una lupa convencional, típicament de 10× fins 20×. La majoria de les lupes de lents individuals estan limitades a més o menys 5× abans que es produeixi una distorsió significativa. L'inconvenient és que l el solc-diafragma redueix l'àrea de visió a través de la lupa.

## Història
El 1812 William Hyde Wollaston va introduir una versió molt millorada de les primeres lents d'augment que consistien en un cristall esfèric emprant dos hemisferis de vidre muntats juntament amb una petita distància entre ells. Sir David Brewster va trobar que la forma de Wollaston treballava millor quan les dues lents eren dos hemisferis i l'espai central s'omplia amb un ciment transparent amb el mateix Índex de refracció que el vidre. Per aquest motiu va utilitzar una esfera feta a partir d'una única peça de vidre tall un solc profund tot al voltant Al 1829, Henry Coddington va portar la lent Wollaston-Brewster a l'atenció general, refinant encara més el seu disseny mitjançant la modificació de la forma del solc, però Coddington ja no va pretendre ser el seu inventor.